# Estadio Nacional de Fútbol de Samoa
El Estadio Nacional de Fútbol de Samoa (en inglés: National Soccer Stadium ) es el nombre que recibe un recinto deportivo usado primordialmente para la práctica del fútbol situado en la ciudad de Apia la capital y localidad más grande de Samoa un país de Oceanía. Es el estadio nacional de Samoa y el hogar del equipo de fútbol nacional de ese estado insular. La capacidad del estadio es de alrededor de 3.500 espectadores.